# Service d'exploitation de la formation aéronautique
El Service d'exploitation de la formation aéronautique (SEFA) fue una escuela de vuelo francés distribuidos en nueve centros en función del Direction générale de l'Aviation civile (DGAC). Se fusionó con la École nationale de l'aviation civile (ENAC) el 1 de enero de 2011.

## Historia

### El desarrollo de la aviación ligera en el período de entreguerras
SEFA es un descendiente directo de una larga tradición de intervención del Estado para ayudar a la aviación ligera. En 1936, el Frente Popular crea "sections d’aviation populaire" (SAP), con el fin de democratizar el aprender a volar aviones ligeros en los jóvenes y para capacitar personal de a bordo a la aviación militar francesa. Creado en 1946, es el "service de l’aviation légère et sportive" (SALS), cuyo objetivo es esencialmente para que los aeroclub que efectúan vuelos disponibles y los instructores.

### Muchos llamados sucesivos
En 1955, SALS se convierte en "service de la formation aéronautique et des sports aériens" (SFASA), luego en 1959 el "service de la formation aéronautique, du travail aérien et des transports" (SFATAT), en 1964 es "service de la formation aéronautique" (SFA) y, finalmente, el "service de la formation aéronautique et du contrôle technique" (SFACT) en 1976. Estas designaciones reflejan los sucesivos cambios en la organización de la administración de la aviación civil, sino también la participación directa del Estado, en el entrenamiento de vuelo. Así, "centros nacionales", se creará, en 1945, para el vuelo sin motor (Challes-les-Eaux, Beynes, Pont-Saint-Vincent, etc), entonces para el vuelo con motor (Carcassonne en 1945, Saint-Yan 1947), e incluso el paracaidismo (Biscarrosse en 1953).

### Una nueva misión: formar a pilotos de líneas aéreas
Con los años, la administración de la aviación civil, sin embargo, poco a poco retirarse de sus actividades en el campo de vuelo sin motor y paracaidismo.
En 1959, el centro de Saint-Yan da la bienvenida a la primera clase de Élèves Pilote de Ligne (EPL), marcando el comienzo de una nueva misión de la SEFA: la formación de pilotos de líneas aéreas. Los centros nacionales se unieron al servicio de la aviación civil a cargo de la formación. La creación de una única estructura de gestión que se necesitaba.
Así se creó la SEFA en el año 1993, que reúne bajo un mismo techo todos los medios necesarios para poner en práctica las tareas encomendadas por la DGAC. La dirección de la SEFA en Muret fue fundada en 1996, reuniendo a todos los servicios centrales antes se encontraban dispersas entre Saint-Cyr-l'École y París.

### La fusión con la École nationale de l'aviation civile
Por último, el 1 de enero de 2011, el SEFA es absorbida por la École nationale de l'aviation civile para formar la escuela más grande de la aviación europea en términos de números. Todas las actividades continúan bajo la única sigla ENAC.